# 斑耳冠蜂鸟
斑耳冠蜂鸟（学名：Lophornis gouldii），是雨燕目蜂鸟科的一种鸟类。
斑耳冠蜂鸟体重约2.4克，翼长约37.8毫米，嘴峰长约13.3毫米，喙宽度约1.3毫米，喙厚度约1.4毫米，跗蹠长约4.4毫米，尾长约24.1毫米。斑耳冠蜂鸟在其分布区内为留鸟，其栖息在半开放的人工改造的环境中，食性为草食性，主要食物来源是植物的花蜜。
斑耳冠蜂鸟分布于巴西中北部至玻利维亚东部。该物种是单型物种，没有亚种分化。